# Michael Jungblut
Michael Jungblut (* 14. November 1937 in Düsseldorf; † 1. Oktober 2020) war ein deutscher Wirtschaftsjournalist, Fernsehmoderator und Autor.

## Leben
Michael Jungblut studierte Soziologie und Volkswirtschaft (Diplom-Ökonom)  an den Universitäten Köln und Hamburg. Der Reserveleutnant der Bundeswehr gehörte von 1965 bis 1986 der Wirtschaftsredaktion der Wochenzeitung Die Zeit in Hamburg an, deren Wirtschaftsressort er ab 1977 leitete. 1986 übernahm er die Leitung der Hauptredaktion Wirtschaft, Soziales und Umweltpolitik beim ZDF. Bekannt wurde Jungblut durch die Sendung WISO im ZDF, die er bis 2002 moderierte. Dazu kamen Hearings zu den Bundestagswahlen, Sondersendungen und in der Zeit kurz vor und nach der deutschen Wiedervereinigung Sendereihen wie Richtung Deutschland oder die Leipziger Bürgergespräche. Jungblut leitete mit WISO von der Leipziger Messe 1986 das erste komplett vom Boden der damaligen DDR ausgestrahlte politische Magazin eines westlichen Senders und 1987 die erste Live-Sendung eines westlichen Senders aus der DDR (aus dem damaligen Textilmaschinenkombinat Textima).
Jungblut arbeitete als freier Journalist, Autor, Moderator und Referent zu aktuellen wirtschafts- und sozialpolitischen Themen. Seit 2007 war er Herausgeber des SPARBUCHMagazin für Geld, Steuern, Recht, Beruf, Technik, Leben. Er war unter anderem Mitglied der Jury des Journalistenpreises der AachenMünchner Versicherung und des Deichmann-Preises gegen Jugendarbeitslosigkeit.

## Preise und Auszeichnungen
Jungblut erhielt unter anderem folgende Auszeichnungen:
- Ludwig-Erhard-Preis für Wirtschaftspublizistik, 1980
- „Beste Wirtschaftsreportage“, ausgeschrieben von den Raiffeisenbanken, 1981
- Herbert Quandt Medien-Preis, 1991
- Ernst-Schneider-Preis der Deutschen IHK, 1991 und 1993

## Veröffentlichungen
- Rebellion der Überflüssigen. Die ungewisse Zukunft der Berufe. Gustav Lübbe Verlag, 1967, 285 S.
- (mit Diether Stolze) Kapitalismus. Von Manchester bis Wall-Street. Texte, Bilder, Dokumente. München: Kurt Desch, 1969, 385 S.
- Die Reichen und die Superreichen in Deutschland, Hamburg: Hoffmann und Campe. 1971, 383 S.
- Nicht vom Lohn allein. Elf Modelle für Mitbestimmung und Gewinnbeteiligung. Hamburg: Hoffmann und Campe, 1973, 276 S.
- Je mehr er hat, je mehr er will. Über soziale und wirtschaftliche Machbarkeiten. Texte+Thesen. Zürich: Edition Interfrom, 1981, 112 S.
- Der Wohlstand entlässt seine Kinder. Stuttgart, 1983.
- Wenn der Euro rollt... Was bringt die Europäische Währungsunion für Arbeitnehmer, Verbraucher, Sparer, Rentner und Unternehmer?. Wien: Verlag Ueberreuter, 1996, 1998³, 250 S.
- WISO Wirtschaftswissen. Ein Nachschlagewerk der ZDF-Wirtschaftsredaktion: von Abfindung bis Zahlungsbilanz. Wien: Wirtschaftsverlag Ueberreuter, 1999, 597 S.
- Aktien, Anleihen und Fonds, ein Börsenberater. Frankfurt: Campus Verlag, 2006, 2008 (WISO-Buch).
- Herausforderungen und Antworten. Die Ganske Verlagsgruppe: Geschichte eines Medienhauses. Hamburg: Hoffmann und Campe, 2007.
- Keiner muss draußen bleiben: 44 Erfolgsmodelle gegen Jugendarbeitslosigkeit. Wien: Linde Verlag, 2014, 192 S.